# Філс

10 філсів, Бахрейн, 1992

Філс (араб. فلس) — розмінна грошова одиниця, яка використовується в багатьох арабських країнах, наприклад, в Іраку. «Філс» — це форма однини в арабській мові. Формою множини цього слова в арабській мові є «фулус» (فلوس).
Слово «філс» арабською також позначає «гроші» і походить від фоллісу, назви давньоримської монети.
- 1 бахрейнський динар = 1000 філс
- 1 іракський динар = 1000 філс
- 1 йорданський динар = 1000 філс
- 1 кувейтський динар = 1000 філс
- 1 дирхам ОАЕ = 100 філс
- 1 єменський ріал = 100 філс